# Bålbergsudden
Bålbergsudden är ett naturreservat i Flens kommun  i Södermanlands län.
Området är naturskyddat sedan 1919 och är 3 hektar stort. Reservatet omfattar en udde i sjön Båvenmark på en rullstensås och består av lundartad löväng.